# Максимова, Алина Викторовна
Алина Викторовна Максимова (бел. Аліна Віктараўна Максімава;  род. 1 августа 2002 года, Бобруйск, Беларусь) — белорусская спортсменка, борец вольного стиля. Чемпионка Белоруссии 2024. Мастер спорта Республики Беларусь по вольной борьбе.

## Биография
Алина родилась в городе Бобруйск Могилёвской области Республики Беларусь. Начала заниматься вольной борьбой в возрасте семи лет под руководством Капустина Михаила Николаевича и Оганисяна Ваграма Гайкавича.

## Спортивная карьера
Начала свою международную карьеру в 2014 году, когда выиграла турнир среди школьниц памяти Елены Егошиной, проходящий в Москве (Россия). В 2018 году приняла участие на первенстве мира среди кадетов в Хорватии, где заняла пятое место. Годом позже была финалисткой первенства Европы среди кадетов в Италии, а также выиграла бронзовую награду на первенстве мира среди кадетов в столице Болгарии Софии. В июне 2021 года приняла участие на первенстве Европы среди юниоров в немецком Дортмунде в весовой категории до 65 кг. На данном первенстве она принесла в копилку сборной Белоруссии бронзовую медаль. В сентябре 2021 года стала финалисткой первых игра стран СНГ в Казани (Татарстан, Россия). В ноябре 2021 года была участницей первенства мира до 23 лет в Сербии. В 2024 году выиграла взрослый чемпионат Белоруссии в весе до 59 кг.

## Спортивные результаты
Международный уровень
- Первенство Европы среди кадетов 2019 — ;
- Первенство мира среди кадетов 2019 — ;
- Первенство Европы среди юниоров 2021 — ;
- Игры стран СНГ 2021 — ;

Национальный уровень
- Первенство Белоруссии среди кадетов 2018 — ;[4]
- Первенство Белоруссии среди кадетов 2019 — ;[4]
- Первенство Белоруссии среди юниоров 2020, 2022 — ;[4]
- Первенство Белоруссии среди юниоров 2021 — ;[4]
- Чемпионат Белоруссии 2021 — ;[4]
- Чемпионат Белоруссии 2022, 2023 — ;[4]
- Чемпионат Белоруссии 2024 — ;[4]

## Личная информация
Она является выпускницей Могилёвского государственного университета им. А. А. Кулешовой.